# You Higuri
You Higuri (氷栗 優 Higuri Yū?,  Osaka, Japón, 16 de octubre) es una mangaka japonesa, especializada tanto en la creación de mangas shōjo como yaoi. Higuri es conocida por sus historias de fantasía románticas ambientadas en la Europa histórica, tal como Gorgeous Carat a principios del siglo XX en Francia y Cantarella, que se desarrolla durante el Renacimiento italiano.

## Biografía
Higuri nació en la ciudad de Osaka, Japón. Debutó como mangaka profesional en 1993 con el manga de género shōjo Azel Seimaden, publicado en la revista Gekkan Asuka de Kadokawa. Algunas de sus influencias para su trabajo incluyen a Osamu Tezuka, Hayao Miyazaki y el Grupo del 24, un grupo de mujeres mangakas dirigidas por Mōto Hagio especializadas en crear manga para mujeres durante la década de 1970. También ha dicho que encontró inspiración en cómics franco-belgas o bandes dessinées. 
Higuri ha hecho varias apariciones en convenciones de anime y manga en Estados Unidos, así como también en Alemania. Su primera aparición en Estados Unidos fue en el Yaoi-Con inaugural en San Francisco en 2001. También ha sido invitada a eventos posteriores.

## Obras
- Azel Seimaden, 1993 - precuela de Seimaden
- Sento no Hishin, 1994
- Seimaden (聖魔伝?), 1994-1999[1]
- Lost Angel, 1996
- Ludwig II, 1996-1998
- Kamen no Romanesque, 1997 - No fue escrita por Higuri; sino que se basa en una obra de Takarazuka Revue.
- Zoku: Cutlass, 1997-1998
- Zeus, 1997-1998
- Ramen Ikaga!?, 1995 (original) & 1997
- Shinkyoku, 1998
- Gorgeous Carat, 1999-2002
- Tenshi no Hitsugi, 2000
- Tenshi ni Bara no Hanataba o, 2000-2001
- Cutlass: Shōnen tachi no toki, 2000
- Poison artbook, 2000 - Ilustraciones monocromáticas y en color de Seimaden, Ludwig II, Gorgeous Carat y otros mangas.
- Flower, 2001
- Cantarella, 2001–2010
- My Little Lover, 2002
- Gorgeous Carat Galaxy 2004 - Secuela one-shot de Gorgeous Carat.
- Gakuen Heaven, 2004 - Manga basado en la novela visual homónima.
- Taisho Era Chronicles, 2005
- Crown, 2005–presente - Escrito por Shinji Wada y con ilustraciones de Higuri.
- Nighthead Genesis anime, 2006 - Diseño de personajes.
- Jewel, 2006 - Libro de arte